# Hochzeitsturm
Hochzeitsturm  (česky Svatební věž) je 48,5 m vysoká stavba stojící na výšině Mathildenhöhe. Je významnou pamětihodností a symbolem města Darmstadtu v Hesensku.
Architekt Joseph Maria Olbrich postavil v roce 1908 věž z pálených cihel na zakázku města Darmstadt jako dar k připomenutí svatby velkovévody Ernst Ludwiga s princeznou Eleonoreou Solms-Hohensolms-Lich, jež se konala 2. února 1905. Význačným znakem stavby je pět oblouků, ukončujících střechu, které připomínají vztyčenou ruku; proto je také nazývána „Věž pěti prstů“. Věž je postavena ve stylu secese. Náleží ke komplexu tehdy nově vystavěného vodojemu, výstavní haly a společného ateliéru umělecké kolonie.

## Vstupní hala
Ve vstupní hale se nacházejí dvě mozaiky od Friedricha Wilhelma Kleukense s názvy Polibek a Věrnost. Strop představuje noční oblohu. Výtah byl instalován později.

## Členění fasády

### Základ se vstupním portálem
Základ má omítnuté třístupňové provedení s výškou přibližně 1,5 poschodí.

### Tělo věže

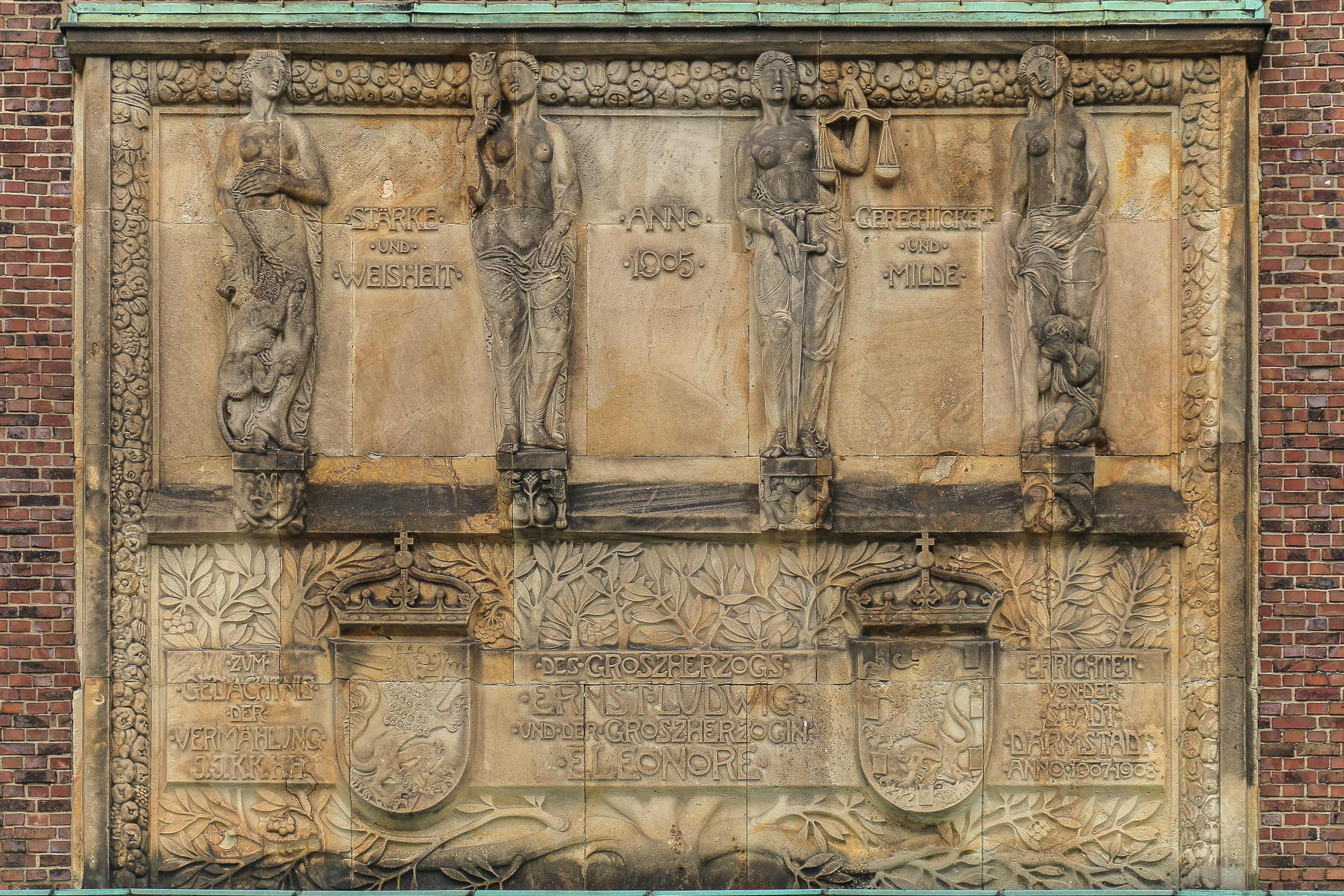
Reliéf nad vstupem do svatební věže od Heinricha Jobsta

Tělo věže je vyzděno z tmavorudých cihel (v rašelině vypalované klinkery). V jeho spodní části nad vchodem je umístěna pískovcová deska se dvěma erby, nad nimiž jsou vyobrazeny čtyři postavy, které jsou zosobněním čtyř vlastností: Síla, Moudrost, Spravedlnost a Shovívavost.
Reliéf byl navržen Heinrichem Jobstem (* 1874 † 1943) a nese nápis:
ZUM GEDÄCHTNIS DER VERMÄHLUNG I: I. K.K.H.H. DES GROSZHERZOGS ERNST LUDWIG UND DER GROSZHERZOGIN ELEONORE ERRICHTET VON DER STADT DARMSTADT; ANNO 1907–1908
V upomínku svatby I:I.K.K.H.H. velkovévody Ernsta Ludviga a velkovévodkyně Eleonory zřídilo město Darmstadt; ANNO 1907-1908
Ve druhém a třetím poschodí se nachází knihovna.

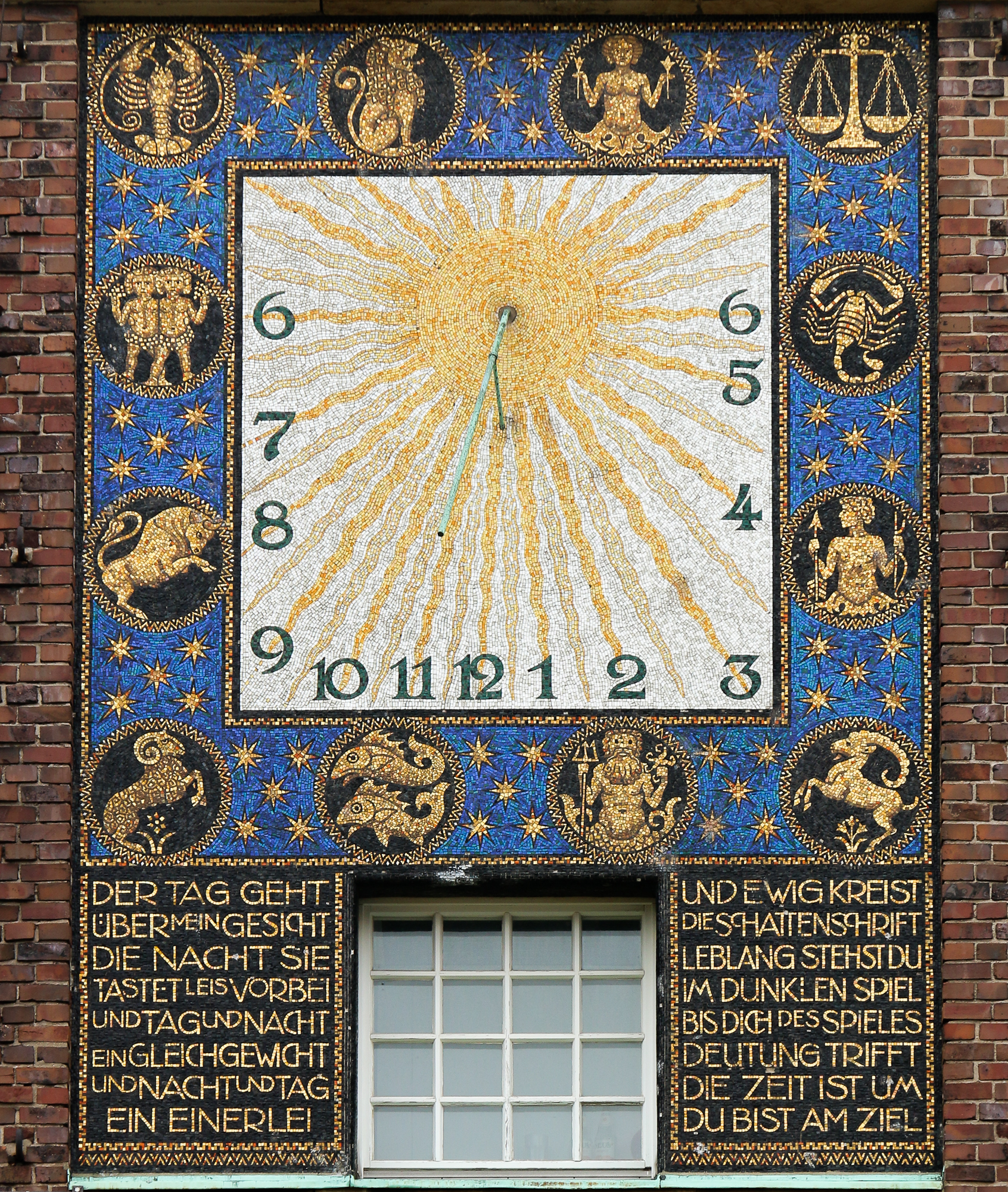
Sluneční hodiny na jižní straně

Sluneční hodiny na jižní straně byly navrženy v r. 1914 Friedrichem Wilhelmem Kleukensem a vyhotovila je firma Vereinigten Werkstätten für Mosaik und Glasmalerei Puhl & Wagner – Gottfried Heinersdorff v Berlíně-Neukölln. Jsou rámovány zvířetníkem a obsahují první a poslední – poněkud upravené – sloky básně od Rudolfa G. Bindinga:
| Der Tag geht über mein Gesicht die Nacht sie tastet leis vorbei und Tag und Nacht ein Gleichgewicht und Nacht und Tag ein Einerlei und ewig kreist die Schattenschrift leblang stehst du im dunklen Spiel bis dich des Spieles Deutung trifft die Zeit ist um – du bist am Ziel | Den jde mým obličejem noc se šourá tiše okolo a den a noc jsou v rovnováze a noc a den jsou stejné A navěky krouží nápis stínů věčně stojíš v temné hře až tě zasáhne smysl hry čas skončil – jsi u cíle |

Ve čtvrtém poschodí s excentricky a do rohů vloženými sekcemi oken (4 a 1) se nalézá pokoj velkovévody, tzv. „Šlechtický pokoj“ dnes kancelář matriky.
V pátém poschodí s excentricky a do rohů vloženými sekcemi oken (4 a 1) leží pokoj velkovévodkyně, tzv. „Svatební pokoj“.

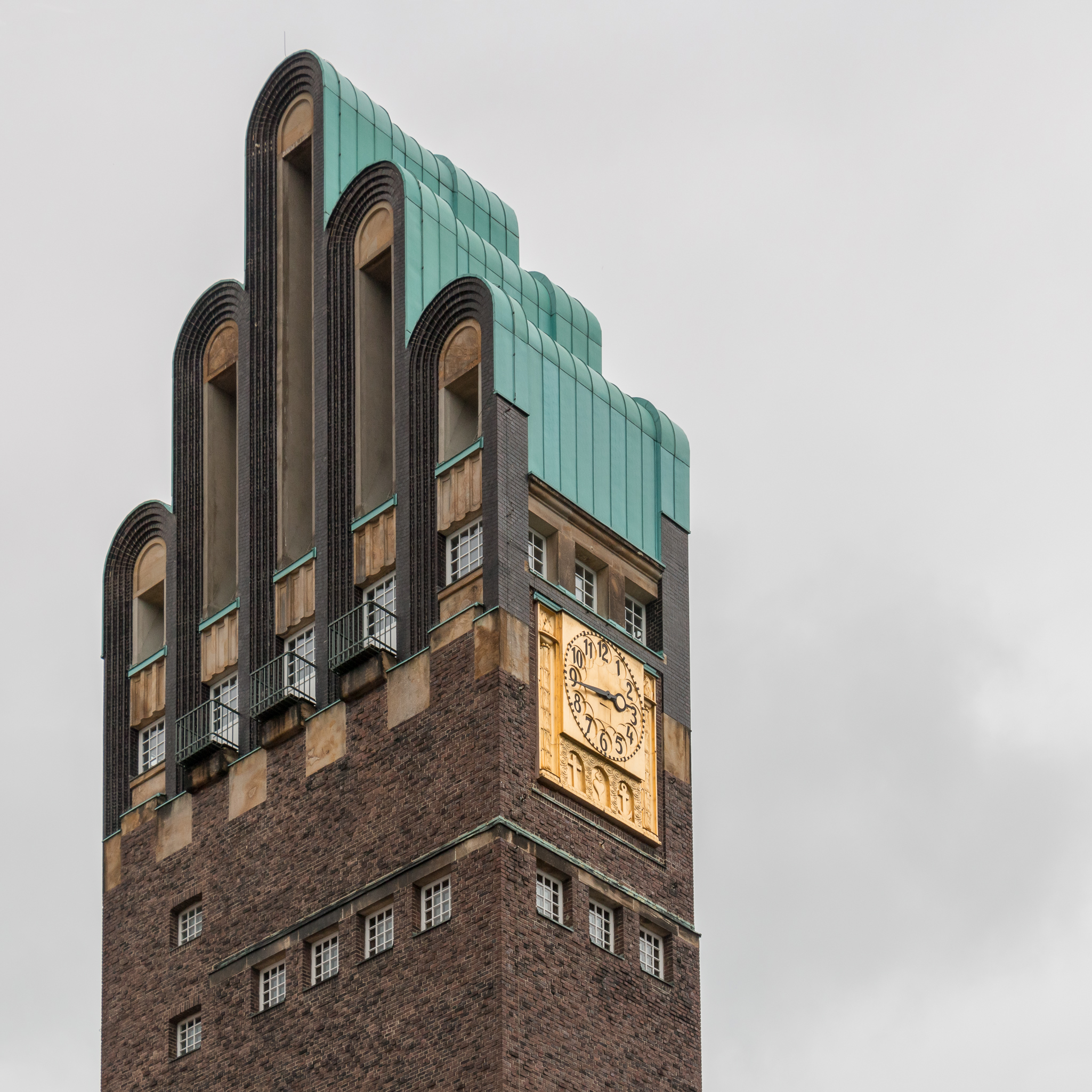
Střecha a věžní hodiny

Na severní straně šestého poschodí se rovněž od roku 1914 nalézají věžní hodiny se symboly víry, zdobené plátkovým zlatem a navržené Albinem Müllerem.

### Vyhlídková plošina a pětiprsté ukončení

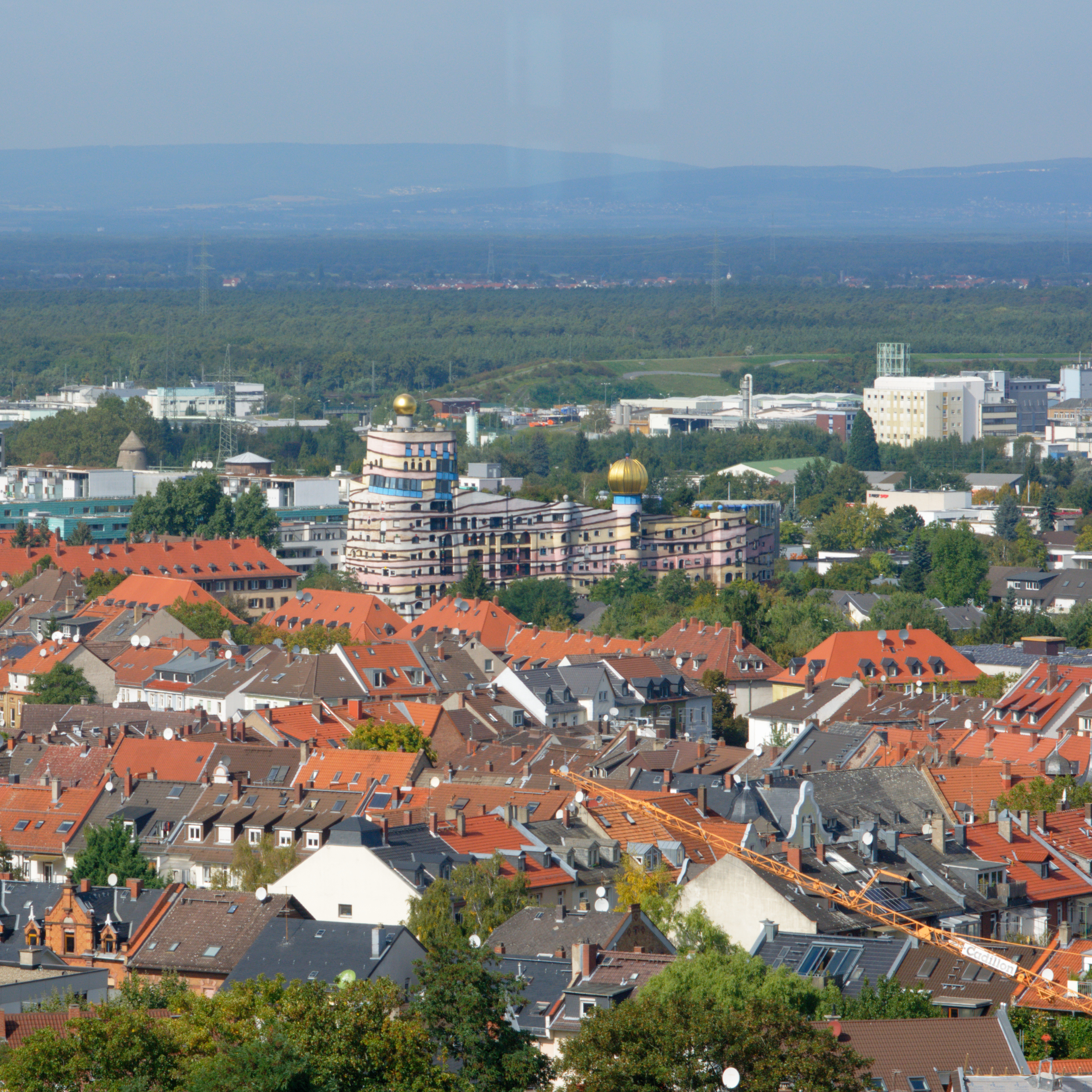
Výhled z vyhlídkové plošiny ve směru k budově Waldspirale navržené F.Hundertwasserem

Cimbuří ve tvaru pěti prstů je nahoře soudkovitě zaobleno a symetricky uspořádáno do klínovitého tvaru.
Na úzkých stranách těchto prstů jsou využity fialové cihly s úzkou stranou jako pohledovou. Tvoří pět jemných, dovnitř obrácených svazků, které struktuře propůjčuji lehkost. Svazky začínají v pátém poschodí nad žlutým kvadratickým ozdobným reliéfem. Plocha střechy je z měděného plechu.
Vyhlídková plošina leží ve výšce přibližně 33,5 m a rozprostírá se nad celým sedmým patrem. Je dosažitelná buď výtahem, nebo po schodišti se 195 schody uspořádanými ve třinácti spirálových stupních.
Na každé z užších stran jsou trojice dělených oken. Na západní straně s pěti dělenými okny jsou dveře vedoucí k malým balkonům. Na východní straně je vpravo i vlevo po jednom děleném oknu a mezi nimi troje dveře s balkony stejně jako na západní straně. Okna a dveře nemohou být návštěvníky otvírány. Přesto nabízí vyhlídková plošina široký panoramatický rozhled.

## Vnitřní vybavení
Původní obě místnosti velkovévody a velkovévodkyně jsou využívány matrikou jako svatební síně a připomínají tak vlastně svůj původní účel.